# Danh sách nghịch lý
Đây là danh sách các nghịch lý được phân loại theo chủ đề. Việc phân loại dưới đây mang tính tương đối, vì nghịch lý có thể phù hợp với nhiều hơn một danh mục. Danh sách này chỉ thu thập các kịch bản được gọi là nghịch lý bởi ít nhất một nguồn và có bài viết riêng của chúng. Mặc dù được coi là nghịch lý, một số trong số này chỉ đơn giản là dựa trên lý luận fallacious (falsidical), hoặc một giải pháp unintuitive (veridical). Không chính thức, thuật ngữ nghịch lý thường được sử dụng để mô tả một kết quả phản trực giác.
Tuy nhiên, một số nghịch lý này đủ điều kiện để phù hợp với nhận thức chủ đạo về một nghịch lý, đó là một kết quả tự mâu thuẫn đã đạt được ngay cả khi áp dụng đúng cách các cách thức lý luận được chấp nhận. Những nghịch lý này, thường được gọi là giải phẫu học, chỉ ra những vấn đề thực sự trong sự hiểu biết của chúng ta về những ý tưởng của sự thật và mô tả.

## Logic
- Nghịch lý tiệm hớt tóc: Giả thiết rằng nếu một trong hai giả định đồng thời dẫn đến mâu thuẫn, giả định khác cũng bị bác bỏ sẽ dẫn đến hậu quả nghịch lý. Không nên nhầm lẫn với nghịch lý Barber.
- Những gì Tortoise nói với Achilles: "Dù Logic là đủ tốt để nói với tôi là đáng viết...", còn được gọi là nghịch lý của Carroll, không bị nhầm lẫn với nghịch lý "Achilles và rùa" bởi Zeno của Elea.
- Catch-22: Một tình huống mà ai đó đang cần một cái gì đó mà chỉ có thể có được bằng cách không cần nó. Một người lính muốn được tuyên bố điên rồ để tránh chiến đấu được coi là không điên vì lý do đó, và do đó sẽ không được tuyên bố điên rồ.
- Nghịch lý của người uống rượu: Trong bất kỳ quán rượu nào, có một khách hàng nói rằng, nếu khách hàng đó uống, mọi người trong quán rượu sẽ uống.
- Nghịch lý của sự đòi hỏi: Các cơ sở không phù hợp luôn tạo lập luận hợp lệ.
- Nghịch lý xổ số: Nếu có một vé trúng thưởng trong một cuộc xổ số lớn, thì thật là hợp lý để tin vào bất kỳ vé số cụ thể nào không phải là vé trúng thưởng, nhưng không hợp lý để tin rằng vé số sẽ không thắng.
- Nghịch lý con quạ (hoặc Con quạ của Hempel): Quan sát một quả táo xanh làm tăng khả năng của tất cả các quạ đen.
- Sự nghịch lý của Ross: Sự giới thiệu rời rạc đặt ra một vấn đề cho suy luận bắt buộc bằng cách dường như cho phép các mệnh lệnh tùy ý được suy ra.
- Nghịch lý bất ngờ treo: Ngày treo sẽ là một bất ngờ, vì vậy nó không thể xảy ra ở tất cả, vì vậy nó sẽ là một bất ngờ. Việc kiểm tra bất ngờ và nghịch lý Bottle Imp sử dụng logic tương tự.

### Tự quy chiếu
Những nghịch lý này có chung một mâu thuẫn nảy sinh từ sự tự quy chiếu hoặc quy chiếu vòng tròn, trong đó một số diễn đạt liên quan đến nhau theo cách mà sau một số quy chiếu dẫn trở lại điểm xuất phát.
- Nghịch lý thợ cắt tóc: Một thợ cắt tóc (một người đàn ông) cạo râu tất cả và chỉ những người đàn ông không cạo râu mình. Anh ấy có cạo râu không? (Sự phổ biến của Russell về nghịch lý lý thuyết của ông.)
- Nghịch lý của Bhartrhari: Luận án cho rằng có một số điều không thể đặt tên xung đột với khái niệm rằng một cái gì đó được đặt tên bằng cách gọi nó là vô danh.
- Berry paradox: Cụm từ "số đầu tiên không được đặt tên dưới mười từ" xuất hiện để đặt tên nó trong chín từ.
- Cá sấu tiến thoái lưỡng nan: Nếu một con cá sấu đánh cắp một đứa trẻ và hứa sẽ trả lại nếu người cha có thể đoán chính xác những gì con cá sấu sẽ làm, thì cá sấu sẽ phản ứng như thế nào trong trường hợp người cha đoán rằng đứa trẻ sẽ không được trả lại?
- Nghịch lý của Tòa án: Một sinh viên luật đồng ý trả giáo viên của mình sau (và chỉ sau khi) thắng kiện đầu tiên của mình. Giáo viên sau đó kiện học sinh (người chưa thắng một trường hợp) để thanh toán.
- Nghịch lý của Curry: "Nếu câu này là đúng, thì ông già Noel tồn tại."
- Nghịch lý Epimenides: Một Cretan nói, "Tất cả Cretans là kẻ nói dối". Nghịch lý này hoạt động chủ yếu theo cách tương tự như nghịch lý Liar.
- Nghịch lý của Grelling–Nelson: Từ "không-tự-nói-về-nó", có nói về chính nó? (một nghịch lý gần giống với nghịch lý Russell.)
- Nghịch lý Hilbert-Bernays: Nếu có một tên cho một số tự nhiên giống hệt với tên của người thừa kế của số đó, sẽ có một số tự nhiên tương đương với người kế nhiệm của nó.
- Nghịch lý Kleene – Rosser: Bằng cách xây dựng một tương đương với nghịch lý của Richard, phép tính lambda chưa được phân tích được thể hiện là không nhất quán.
- Biết nghịch lý: "Câu này không được biết."
- Liar nghịch lý: "Câu này là sai." Đây là nghịch lý tự tham khảo kinh điển. Ngoài ra "Câu trả lời cho câu hỏi này là 'không'?" Và "Tôi đang nói dối".
- Nghịch lý thẻ: "Câu lệnh tiếp theo là đúng. Câu lệnh trước là sai." Một biến thể của nghịch lý dối trá mà trong đó cả hai câu đều không sử dụng tham chiếu (trực tiếp), thay vào đó là trường hợp tham chiếu vòng tròn.
- Không-không có nghịch lý: Hai câu, mỗi câu nói về câu kia là không đúng.
- Nghịch lý Pinocchio: Điều gì sẽ xảy ra nếu Pinocchio nói "Mũi của tôi sẽ dài ra"?[1]
- Nghịch lý của Quine: "'Lợi dụng một sai lầm khi gắn thêm vào báo giá của chính nó" mang lại một sai lầm khi gắn thêm vào báo giá của chính nó. " Cho thấy rằng một câu có thể nghịch lý ngay cả khi nó không phải là tự giới thiệu và không sử dụng các biểu thức hoặc lập chỉ mục.
- Nghịch lý của Yablo: Một chuỗi các câu vô hạn được sắp xếp, mỗi câu trong số đó nói rằng tất cả các câu sau đều sai. Trong khi xây dựng để tránh tự tham khảo, không có sự đồng thuận cho dù nó dựa vào tự tham khảo hay không.
- Ngày đối diện: "Hôm nay là ngày đối diện." Vì vậy, nó không phải là ngày đối diện, nhưng nếu bạn nói đó là một ngày bình thường nó sẽ được coi là một ngày bình thường, điều mâu thuẫn với thực tế là trước đây nó đã được tuyên bố rằng đó là một ngày đối diện.
- Nghịch lý của Richard: Chúng tôi dường như có thể sử dụng tiếng Anh đơn giản để xác định việc mở rộng thập phân theo cách tự mâu thuẫn.
- Nghịch lý của Russell: Liệu tập hợp của tất cả những bộ không chứa chính nó?
- Nghịch lý xã hội: "Tất cả những gì tôi biết là tôi không biết gì cả."

### Mơ hồ
- Tàu của Theseus: Có vẻ như bạn có thể thay thế bất kỳ thành phần nào của một con tàu, và nó vẫn là cùng một con tàu. Vì vậy, bạn có thể thay thế tất cả, từng cái một, và nó vẫn là cùng một con tàu. Tuy nhiên, bạn có thể lấy tất cả các mảnh ban đầu và lắp ráp chúng thành một con tàu. Đó cũng là con tàu bạn bắt đầu.
- Nghịch lý sorites (hay nghịch lý đống cát): Nếu bạn loại bỏ một hạt cát duy nhất từ một đống, bạn vẫn có một đống. Tiếp tục loại bỏ các hạt đơn và đống sẽ biến mất. Có thể một hạt cát duy nhất tạo ra sự khác biệt giữa đống và không phải đống không?

## Toán học
- Tất cả các con ngựa đều có cùng màu sắc: Một bằng chứng bằng cảm ứng rằng tất cả các con ngựa đều có cùng màu.
- Kiến trên dây cao su: Một con kiến bò trên sợi dây cao su có thể đạt đến điểm kết thúc ngay cả khi sợi dây kéo dài nhanh hơn nhiều so với kiến có thể bò.
- Nghịch lý của Cramer: Số điểm giao nhau của hai đường cong bậc cao hơn có thể lớn hơn số điểm tùy ý cần thiết để xác định một đường cong như vậy.
- Nghịch lý thang máy: Thang máy dường như chủ yếu đi theo một hướng, như thể chúng đang được sản xuất ở giữa tòa nhà và bị tháo rời trên mái nhà và tầng hầm.
- Nghịch lý số nghịch lý: Số đầu tiên có thể được coi là "ngu si đần độn" thay vì "thú vị" trở nên thú vị vì thực tế đó.
- Nghịch lý khoai tây: Nếu bạn để khoai tây chứa 99% nước khô để chúng có 98% nước, chúng sẽ giảm 50% trọng lượng của chúng.
- Nghịch lý của Russell: Liệu tập hợp của tất cả những bộ không chứa chính nó?

## Thống kê
- Nghịch lý của Abelson: Kích thước hiệu ứng có thể không mang ý nghĩa thực tiễn.
- Nghịch lý chính xác: Các mô hình dự đoán với một mức độ chính xác nhất định có thể có khả năng dự báo lớn hơn các mô hình có độ chính xác cao hơn.
- Nghịch lý của Berkson: Một yếu tố phức tạp phát sinh trong các thử nghiệm thống kê về tỷ lệ.
- Nghịch lý của Freedman: Mô tả một vấn đề trong việc lựa chọn mô hình mà các biến dự báo không có khả năng giải thích có thể xuất hiện một cách giả tạo quan trọng.
- Nghịch lý tình bạn: Đối với hầu hết mọi người, bạn bè của họ có nhiều bạn hơn họ.
- Nghịch lý kiểm tra: (Nghịch lý thời gian chờ xe buýt) Đối với một phân bố ngẫu nhiên nhất định về số lượng người đến xe buýt, người đi xe buýt trung bình tại một điểm dừng xe buýt quan sát thấy nhiều sự chậm trễ hơn so với người điều khiển xe buýt trung bình.
- Nghịch lý của Lindley: Các lỗi nhỏ trong giả thuyết không được phóng đại khi các tập dữ liệu lớn được phân tích, dẫn đến kết quả sai nhưng có ý nghĩa thống kê cao.
- Nghịch lý cân nặng khi sinh thấp: Trọng lượng sơ sinh thấp và các bà mẹ hút thuốc góp phần vào tỷ lệ tử vong cao hơn. Em bé của những người hút thuốc có tỷ lệ sinh trung bình thấp hơn, nhưng trẻ sơ sinh nhẹ cân do những người hút thuốc có tỉ lệ tử vong thấp hơn những trẻ sơ sinh nhẹ cân khác. Đây là một trường hợp đặc biệt của nghịch lý của Simpson.
- Nghịch lý của Simpson, hoặc hiệu ứng Yule – Simpson: Một xu hướng xuất hiện trong các nhóm dữ liệu khác nhau biến mất khi các nhóm này được kết hợp và xu hướng ngược lại xuất hiện cho dữ liệu tổng hợp.
- Hiện tượng Will Rogers: Khái niệm toán học trung bình, dù được định nghĩa là trung bình hay trung bình, dẫn đến kết quả nghịch lý - ví dụ, có thể di chuyển một mục từ bách khoa toàn thư sang từ điển sẽ tăng độ dài trung bình vào cả hai sách.

## Lý thuyết quyết định
- Nghịch lý của sự bao dung: Người ta có nên dung thứ cho sự không-bao-dung nếu sự không-bao-dung sẽ hủy hoại khả năng bao dung?[2]